# ハゴス・ゲブリウェト
ハゴス・ゲブリウェト（Hagos Gebrhiwet Berhe, 1994年5月11日 - ）は、エチオピア出身の陸上選手。男子トラック長距離5000mのジュニア世界記録保持者。ティグレ州出身。
ハゴスは2011年のエチオピア選手権5000mで6位に入った。同年7月にリールで開かれた世界ユース選手権の3000mで7分45秒11を記録し5位入賞の成績を残した。2012年7月6日に行われたダイヤモンドリーグパリ大会5000mで、優勝したエチオピアのデジェン・ゲブレメスケルに続いて2位に入り、12分47秒53のジュニア世界新記録を樹立、世界歴代7位に入る記録であった。同年8月に出場したロンドンオリンピックの5000mは13分49秒59の記録で11位となり入賞することはできなかった。
2013年、2月2日にボストンで行われた室内競技会の3000mで7分32秒87のジュニア世界新記録を樹立。3月にビドゴシチで開かれた世界クロスカントリー選手権シニア8㎞で優勝を飾る。8月にモスクワで開かれた世界選手権5000mは、優勝したモハメド・ファラーと0秒28差の2位に入り銀メダルを獲得した。

## 参考資料
- FOCUS ON ATHLETES - HAGOS GEBRHIWET BERHE IAAF (2012-07-22). 2013年8月29日閲覧